# Cryptocaris hootchi
Cryptocaris hootchi är en kräftdjursart som beskrevs av Frederick Schram 1974. Cryptocaris hootchi ingår i släktet Cryptocaris och familjen Tesnusocarididae. Inga underarter finns listade i Catalogue of Life.